# Burak Yamantürk
Burak Yamantürk (İzmit, 23 dicembre 1983) è un attore turco, noto per aver interpretato il ruolo di Kenan Soykan nella serie Come sorelle (Sevgili Geçmiş).

## Biografia
Burak Yamantürk è nato il 23 dicembre 1983 a İzmit, in provincia di Kocaeli (Turchia), e oltre alla recitazione si occupa anche di teatro.

## Carriera
Burak Yamantürk dapprima ha studiato tecnologie sottomarine e ha seguito lezioni di immersione, decidendo poi di intraprendere la carriera di attore. Ha iniziato a studiare all'opera e al balletto di stato di Istanbul e alla fine si è laureato in danza moderna alla Mimar Sinan University.
Nel 2010 ha fatto la sua prima apparizione come attore con il ruolo di Bahadır nel film Ayhan Hanım diretto da Levent Semerci. Nel 2012 ha ricoperto il ruolo di Kemal nella miniserie Veda. L'anno successivo, nel 2013, ha interpretato il ruolo di Burak nel film Böcek diretto da Bora Tekay. Nel 2013 e nel 2014 ha ricoperto il ruolo di Elmas Mercan nella serie Tatar Ramazan. Nel 2014 ha ricoperto il ruolo di Nejat nella serie Yasak.
Nel 2014 e nel 2015 ha interpretato il ruolo di Selim Savaş nella serie Hayat Yolunda. Nel 2016 ha ricoperto il ruolo di Mehmet nella serie Acı Aşk. L'anno successivo, nel 2017, ha interpretato il ruolo di Fırat nella serie İçimdeki Fırtına. Nello stesso anno è entrato a far parte del cast della serie Kayıtdışı, nel ruolo di Arda. Nel 2018 ha ricoperto il ruolo di Emre Selimoğlu nella web serie Dip.
Nel 2019 è stato scelto per interpretare il ruolo di Kenan Soykan nella serie Come sorelle (Sevgili Geçmiş) e dove ha recitato insieme ad attrici come Ece Uslu, Sevda Erginci, Melis Sezen, Elifcan Ongurlar e Özge Özacar. Nello stesso anno ha recitato nel film İyi Yemek Öldürür e nel cortometraggio Fine Dying diretto da Umut Evirgen. Nel 2020 ha interpretato il ruolo di Hayati nella miniserie Ya İstiklal Ya Ölüm. L'anno successivo, nel 2021 ha ricoperto il ruolo di Mehmet Kılıçlı nella serie Elbet Bir Gün.
Nel 2022 ha recitato nel film Allah Yazdıysa Bozsun diretto da Baris Yös. Nello stesso anno ha ricoperto il ruolo di Erkan nella web serie Aslında Özgürsün e quello di Selim Kiran e nella web serie Ambizione (Kuş Uçuşu).

## Vita privata
Burak Yamantürk dal 2014 è legato sentimentalmente all'attrice Özge Özpirinççi, dal quale si è sposato nel 2021 e l'anno successivo, nel 2022, è nata la figlia della coppia che si chiama Mercan.

## Filmografia

### Cinema
- Ayhan Hanım, regia di Levent Semerci (2010)
- Böcek, regia di Bora Tekay (2013)
- İyi Yemek Öldürür (2019)
- Allah Yazdıysa Bozsun, regia di Baris Yös (2022)

### Televisione
- Veda – serie TV, 8 episodi (2012)
- Tatar Ramazan – serie TV, 8 episodi (2013-2014)
- Yasak – serie TV, 9 episodi (2014)
- Hayat Yolunda – serie TV, 13 episodi (2014-2015)
- Acı Aşk – serie TV, 6 episodi (2016)
- İçimdeki Fırtına – serie TV, 6 episodi (2017)
- Kayıtdışı – serie TV, 8 episodi (2017)
- Come sorelle (Sevgili Geçmiş) – serie TV, 8 episodi (2019)
- Ya İstiklal Ya Ölüm – miniserie TV, 12 episodi (2020)
- Elbet Bir Gün – serie TV, 6 episodi (2021)

### Web TV
- Dip – web serie, 4 episodi (puhutv, 2018)
- Aslında Özgürsün – web serie, 8 episodi (2022)
- Ambizione (Kuş Uçuşu) – web serie, 8 episodi (Netflix, 2022)

### Cortometraggi
- Fine Dying, regia di Umut Evirgen (2019)

## Teatro
- Islak Hacim (2010)
- Bahar Şantiye-Si (2012)

## Doppiatori italiani
Nelle versioni in italiano dei suoi film e delle sue serie TV, Burak Yamantürk è stato doppiato da:
- Edoardo Stoppacciaro[32] in Come sorelle[33]
- Guido Di Naccio[34] in Ambizione[35]